# Felipe Rubini
Felipe Rubini (Montevideo, 20 de Outubro de 2008) é um músico, estudante, compositor e pianista uruguaio.
Foi o ganador do Concurso Nacional de Piano de Uruguai em 2021, na fase 1, no Auditorio Vaz Ferreira del Sodre.

## Biografia
Filho de Solsire Bertran y Federico Rubini, filho único da familia de professores de música.
Começou muito cedo a estudiar música e piano.
Também realizou apresentações no Argentino Hotel, Aeroporto Internacional de Carrasco,  Antel Arena, Sala Zitarrosa, entre outros.
Ele Foi ao Programa de TV de Susana Giménez; “A solas” con Lucas Sugo y “Desayunos Informales”, entre outros.
Foi concorrente e semi-finalista na versão internacional do formato do programa de televisão Got Talent Uruguai de Canal 10.
Em 2022 foi premiado com o Prêmio The Grace ao Compositor do ano. 
Compartilhou palco e colaborações com violinista uruguaio Edison mouriño. O músico Lucas Sugo, Luana Persíncula, Jorge Nasser, Alejandro Spuntone, Mariano Bermúdez, entre outros.

## Prêmios
2021, Concurso Nacional de Piano de Uruguay.
2022, Premio The Grace, compositor del año.

## Televisão
- 2019, Susana Giménez en Telefe.
- 2020, A solas con Lucas Sugo.
- 2021, Got Talent Uruguay en Canal 10.
- 2023, Desayunos informales a Canal 12.
- 2023, La mañana en casa a Canal 10.[7]

## Single
- 2020, Tree of life
- 2020, Run For Love
- 2020, My Moon
- 2021, Mi Mayor Bendición
- 2022, Selah
- 2022, Soy Mejor (com Alejandro Spuntone)
- 2022, Nudo en la garganta (com Lucas Sugo)
- 2022, Roto (com Mariano Bermúdez)

## Videoclipe
- 2020, Tree Of Life (director Guillermo Dranuta)
- 2021, Run For Love
- 2022, Roto (con Mariano Bermúdez)
- 2022, Nudo en la Garganta  (com Lucas Sugo)